# Zeillers Flachbärlapp
Zeillers Flachbärlapp (Diphasiastrum zeilleri) ist eine Pflanzenart aus der Gattung der Flachbärlappe (Diphasiastrum) innerhalb der Familie der Bärlappgewächse (Lycopodiaceae). Sie ist auf der Nordhalbkugel in Europa und Nordamerika verbreitet. Die Art ist hybridogenen Ursprungs und geht auf eine Kreuzung zwischen Diphasiastrum complanatum und Diphasiastrum tristachyum zurück. Einige Botaniker sind der Ansicht, es wäre keine Art, sondern eine primäre Hybride, die sich nicht unabhängig von den Elternarten fortpflanzen kann und schreiben demgemäß den Namen als Diphasiastrum × zeilleri. Sie ist zu Ehren eines ihrer Entdecker, das französischen Botanikers Charles René Zeiller benannt.

## Beschreibung

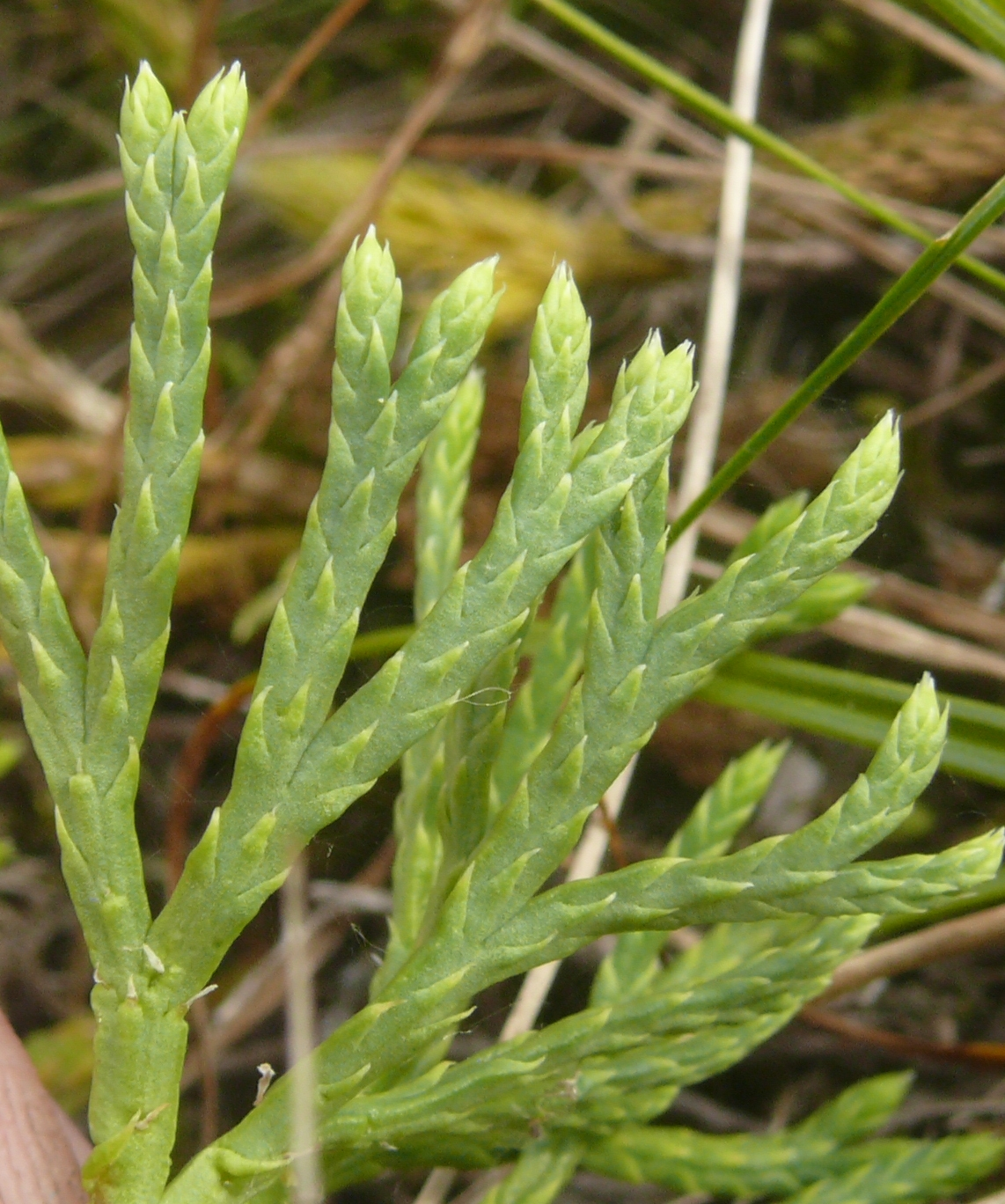
Unterseite

Wie alle Flachbärlappe ist Zeillers Flachbärlapp eine immergrüne, ausdauernde krautige Pflanze mit gabelteilig (dichtom) verzweigten Kriechtrieben, die vierkantig und etwas abgeflacht sind, aus denen kürzere, kurzlebige, Seitentriebe aufsteigen, in deren Blattachseln die Sporangien sitzen. Die Blätter an den vegetativen, sterilen, liegenden oder oft etwas aufgerichteten Kriechtrieben sind etwas anders gestaltet als diejenigen an den sporentragenden Trieben. Die Blätter der Triebe sind wie bei allen Flachbärlappen schuppenförmig und sitzen gegenständig in je zwei gegeneinander versetzten Reihen an, so dass vier Blattreihen resultieren. Die Blätter der Sprossober- und Unterseite und die Seitenblätter (oder Flankenblätter) sind untereinander verschieden gestaltet (anisophyll). Die fertilen Triebe („Ähren“) sind bei der Art meist ungestielt bis kurz gestielt, ihr sporangientragender Abschnitt entspringt also fast unmittelbar den belaubten sterilen Sprossen, es ist kein längerer unbeblätterter Abschnitt dazwischen. Sie sind 2 bis 3 Zentimeter lang. Die Sprosse sind 1,5 bis 3, selten bis 3,5 Millimeter breit.
Die Art ist ausschließlich anhand der Blätter der sterilen Triebe sicher bestimmbar, die Bestimmung ist schwierig, es kommen oft Fehlbestimmungen vor. Bei der Art sind die Blätter der unteren Reihe (Ventralblätter) am Grund am breitesten, sie sind sitzend ohne abgesetzten stielartigen Abschnitt. Sie sind anliegend bis schwach abstehend, im Umriss ein gleichschenkliges Dreieck bildend. An der breitesten Stelle am Grund erreichen sie ein Drittel bis ein Viertel der Breite des gesamten beblätterten Sprosses. Ihre Länge erreicht etwa zwei Drittel derjenigen der Internodien, so dass sich benachbarte Blätter nicht überlappen, äußerstenfalls erreicht das Blatt den Ansatz des folgenden Ventralblatts. Die Seitenblätter (Lateralblätter) sind nicht umgebogen, sie sind schwach abstehend (nicht dem Trieb anliegend). Die einzige Blattader, die den Rückenkiel der Seitenblätter bildet, ist deutlich etwas nach unten (Ventral) umgebogen, die Blätter dadurch etwas sichelförmig.
Weitere Merkmale sind: Der Hauptspross ist auf bis knapp unter der Erdoberfläche kriechend, nicht unterirdisch. Die Sporangienstände sind sitzend oder kurz, nicht länger als 2,5 Zentimeter gestielt. Die Sporangienstände sitzen einzeln oder in Gruppen von zweien, selten dreien. Anhand dieser Merkmale ist die Art aber nicht sicher von anderen Arten der Diphasiastrum complanatum-Artengruppe, insbesondere von Diphasiastrum oellgaardii, unterscheidbar. In der Färbung sind die Blätter oft graugrün und unterseits oft blaugrau bereift. Insbesondere Schattenblätter können aber auch grasgrün sein.

## Ökologie
Zeillers Flachbärlapp ist ein Chamaephyt. Als Standorte werden angegeben: Saure Magerrasen, lückige Zwergstrauch-Bestände, lichte, unterwuchsarme Kiefernwälder, auf mäßig trockenen bis frischen, sauren, nährstoffarmen, oft flachgründigen, skelett- u. oft humusreichen Lehm- und Sandböden. Die konkurrenzschwache Art kommt vor allem auf Rohböden vor, das sind heute vor allem Straßen- und Wegeböschungen, Abgrabungsflächen, gelegentlich auch Waldschneisen oder Skipisten.

## Vorkommen und Gefährdung
Die Verbreitung der Sippe ist ungenügend bekannt, da sie nicht von allen Botanikern als eigenständig anerkannt wurde und oft verwechselt oder fehlbestimmt worden ist. Sie kommt in Nordamerika dort vor, wo sich die Verbreitungsgebiete ihre beiden Elternarten überlappen. Angaben aus Asien (südliches Westsibirien) sind unsicher. In Europa umfasst das Verbreitungsgebiet Mittel- und Ost- bis Nordeuropa  mit den derzeit östlichsten bekannten Vorkommen im Raum Sankt Petersburg. Die Verbreitung in den Baltischen Staaten ist lückenhaft bekannt, sie kommt aber sicher in Litauen vor. Aus Weißrussland wird sie zerstreut im ganzen Land vorkommend gemeldet, dabei beziehen sich einige Angaben aber möglicherweise auf eine der Elternarten. In Mitteleuropa gibt es Vorkommen in den Niederlanden (nur ein Einzelfund), in Belgien (Hohes Venn), Deutschland, Ostfrankreich (Vogesen und Burgund), Polen, der Tschechischen und Slowakischen Republik. Im Alpenraum sind gesicherte Nachweise aus Österreich und Norditalien bekannt. Einige veröffentlichte Meldungen aus Tirol und Salzburg haben sich nach Prüfung der Belege aber zweifelsfrei als Diphasiastrum complanatum herausgestellt.
Innerhalb Deutschlands ist Zeillers Flachbärlapp mit Ausnahme des Alpenraumes aus fast allen Großlandschaften nachgewiesen, ein Verbreitungsschwerpunkt liegt im Pfälzerwald sowie im nord- und ostbayerischen Raum. Im
norddeutschen Tiefland war sie immer sehr selten und ist sie heute weitgehend verschwunden. In Thüringen wurden bei einer umfassenden Detailkartierung 2015 im südwestlichen Buntsandsteinland, dem Thüringer Schiefergebirge und dem Sonneberger Buntsandsteinland insgesamt sechs Vorkommen mit zusammen etwa 900 Sprossen bestätigt. Aus Baden-Württemberg sind insgesamt sechs Funde belegt, von denen nur einer (im Alpenvorland) 1993 noch als aktuell galt. Aus Nordrhein-Westfalen liegen sieben Funde vor, von denen nur einer 1995 noch aktuell war. Verbreitungsschwerpunkt in Deutschland ist Bayern mit etwa 120 Fundorten. Als Gefährdung in Deutschland wird „stark gefährdet“ angegeben. In Mitteleuropa insgesamt sind nur etwa 230 Populationen bekannt.
Zeillers Flachbärlapp ist in Deutschland durch die BArtSchV und durch die FFH-Richtlinie Anhang V der Europäischen Union geschützt.

## Systematik
Die Sippe wurde zuerst 1881 von dem deutschen Botaniker Karl Gustav Sanio im Rang einer Varietät als Lycopodium complanatum ß (= subsp.) sabinaefolium b. (= var.) majus beschrieben, nachdem schon älteren Botanikern aber immer wieder unklare Zwischenformen zwischen den besser definieren Flachbärlapp-Sippen aufgefallen waren. Im selben Jahr berichtete der französischen Botaniker Charles René Zeiller ebenfalls über Übergangsformen zwischen Diphasiastrum complanatum und Diphasiastrum tristachyum aus den Vogesen. Formal als Taxon beschrieb sie dann 1913 der französische Botaniker Georges Rouy (als race, Rasse) 1913 als Lycopodium Zeilleri in Flore de France, Band 14, S. 491. 1975 stellte der tschechische Botaniker Josef Holub für die bisherige Lycopodium complanatum-Artengruppe die Gattung Diphasiastrum neu auf und transferierte die Art in Preslia Band 47, S. 108 als Diphasiastrum zeilleri (Rouy) Holub dorthin.
Schon Holub wies aber auf die Unsicherheit hin, ob diese Hybridsippe als Art ober besser als Hybride gefasst werden solle. Ihm war aufgefallen, dass die Sporen oft verkümmert sind, was auf eine Hybridsippe hindeutet und die reguläre Vermehrung über normale (sexuelle) Fortpflanzung unwahrscheinlich erscheinen lässt. Die Sippe ist ein diploider Hybrid mit je einem Gensatz der beiden Elternarten, wobei die genetischen Daten Hinweise darauf geben, dass Rückkreuzungen mit den Elternarten wohl nicht ungewöhnlich sind. Inzwischen wurden bei den Flachbärlappen auch (triploide) Dreifach-Hybride nachgewiesen.
Synonyme für Diphasiastrum zeilleri (Rouy) Holub sind: Lycopodium complanatum var. zeilleri (Rouy) Kukk., Diphasium zeilleri (Rouy) Damboldt, Lycopodium complanatum var. zeilleri Rouy, Lycopodium zeilleri (Rouy) Greuter & Burdet.